# Niominka (peuple)
Pour les articles homonymes, voir Niominka.
Les Niominka ou Nyominka sont un groupe ethnique du Sénégal établi dans les îles du Saloum. C'est un sous-groupe des Sérères.

## Population
Leur territoire est le Gandoul (ou Gandul). La plupart d'entre eux vivent dans onze grands villages, parmi lesquels Niodior, Dionewar ou Falia.
Ils représenteraient un peu moins de 1 % de la population du pays.
Insulaires, ils sont à la fois agriculteurs (riz, mil, arachide), éleveurs et « gens de mer » : la pêche pour les hommes et la cueillette des  coquillages pour les femmes. Les problèmes environnementaux constituent désormais une menace pour le poisson.
Les Niominka commencent aussi à s'intéresser au tourisme.

## Filmographie
- Le Mbissa, film documentaire d'Alexis Fifis et Cécile Walter, (IRD, 2006, 18 min) « http://www.audiovisuel.ird.fr/fiches_film/mbissa.htm »(Archive.org • Wikiwix • Archive.is • Google • Que faire ?)